# The Graham Norton Show
The Graham Norton Show is een Brits praatprogramma gepresenteerd door de Ierse komiek Graham Norton. In Nederland werden de eerste drie seizoenen ervan uitgezonden door VARA's themakanaal HumorTV. Sinds 1 juli 2011 wordt het programma uitgezonden door Comedy Central. Vanaf 12 oktober 2014 wordt het programma ook uitgezonden door de VARA, nu op NPO 3. In Vlaanderen is het te bekijken op de zenders Q2 en VTM 4.

## Inhoud
Het programma begint met Graham Norton die tussen het publiek staat en de show aankondigt. Na de opening vertelt Norton welke gasten er in de show hun opwachting zullen maken. Dat zijn meestal (inter)nationale filmsterren, en het gaat dan ook vaak over hun nieuwste film die dan op dat ogenblik binnen afzienbare tijd in de filmzalen van het Verenigd Koninkrijk te zien zal zijn. Dit gedeelte is doorspekt met grappen van Norton. Hierna komen de gasten op. Het grootste gedeelte van de show bestaat uit een gesprek met hen op de rode bank. Kenmerkend is het anekdotische karakter van de gesprekken. In de show treedt ook iedere uitzending een muzikale act op. Wanneer er nog genoeg tijd is, wordt met (een) onbekende mens(en) - dat kunnen ook Amerikanen, Australiërs of Nieuw-Zeelanders zijn - 'de rode stoel' gespeeld. In dit onderdeel vertelt de persoon die op de stoel (die zich op een andere locatie bevindt) zit een verhaal over wat hij of zij heeft meegemaakt. Vinden Norton en/of zijn gasten het verhaal goed, dan mag de gast opstaan en weglopen. Is het verhaal volgens hem of hen niet goed genoeg, dan wordt er een hendel overgehaald, waardoor de gast met stoel en al naar achteren gekieperd wordt.